# Castello del Castellaro
Il castello del Castellaro (Castrum Castellarii) era un fortilizio difensivo medioevale del XIII secolo ubicato presso il Passo del Lupo, sulla mulattiera che collega Lugagnano a Valcieca, nel comune di Palanzano in provincia di Parma.
La sua funzione era di controllo sulla val d'Enza e val Cedra e di residenza principale della famiglia Vallisneri.

## Storia
Il fortilizio doveva essere di costruzione molto antica, compresa tra il XII e il XIII secolo, e probabilmente derivata da un precedente punto d'avvistamento longobardo o matildico facente parte di uno scacchiere militare che collegava direttamente tutti i castelli delle Valli dei Cavalieri. Era infatti possibile scambiare segnalazioni per contatto visivo diretto con diverse rocche circostanti, come il castello di Castione e il castello di Poviglio, oltre che con i paesi di Ticchiano e Succiso.
Il 22 giugno 1357, nella divisione dei feudi della famiglia Vallisneri, a Giacomo (figlio di Nicolò di Manuello), fu assegnata la giurisdizione di Vairo, entro cui si trovava il Castellaro, dove risiedette con la consorte Roxina fino alla sua morte, avvenuta nel 1404. Il possesso di Vairo e di Pieve San Vincenzo fu riconfermato nella divisione del 23 settembre 1393. 
Il 18 luglio 1409 i suoi figli Antonio e Gardino, ed il nipote Galeotto furono investiti dal marchese Nicolò III d'Este del possesso del forte, delle sue ville e di Pieve San Vincenzo, oltre ad altri territori e paesi. L'investitura fu confermata il 9 maggio 1444 da Lionello d'Este ai figli di Galeotto: Giovan Giacomo, Raimondo, Francesco ed Ettore.
Tuttavia, il dominio dei fratelli Vallisneri attraversò un periodo di instabilità, dovuta a una controversia nel 1445 con il vescovo di Parma Delfino della Pergola per il possesso del feudo di Vairo, per risolvere la quale dovettero mostrare una prova genealogica di legittimità, e alla ribellione di diversi loro sudditi, che portò il marchese Lionello a ordinare al governo di Reggio Emilia di intervenire in aiuto il 7 febbraio 1446.
Approfittando della debolezza dei fratelli, nel 1448 il luogotenente delle Valli dei Cavalieri Jacopo Vallisneri, loro cugino, forte del sostegno politico dei marchesi Malaspina e di Giacomo Terzi, figlio di Ottobono, si impossessò con violenza del feudo di Vairo e del Castellaro; addirittura si diffuse la voce che avesse defenestrato dalla torre più alta due nipoti infanti, provocando la morte di uno e il grave ferimento dell'altro.
In seguito all'avvenimento la Magnifica Comunità di Parma ordinò l'assalto della rocca, che fu assediata dal 7 al 14 aprile 1448 da più armate, comandate anche da Pier Maria II de' Rossi, dal conte Cristoforo I Torelli e dal conte Dolce II d'Anguillara, nella cosiddetta guerra del Castellaro.
Dopo la capitolazione di Jacopo Vallisneri il Castellaro fu interamente demolito sotto la supervisione di Antonello Vonzagno.
Insieme al castello fu distrutta anche la maggior parte delle scritture della famiglia Vallisneri; i documenti superstiti vennero tramandati dal ramo di Nigone e oggi si conservano nel fondo Vallisneri-Vicedomini, custodito nell'archivio del tempio della Beata Vergine della Ghiara di Reggio Emilia per volontà testamentaria del conte Girolamo Vallisneri-Vicedomini.

## Descrizione
Il Castellaro sorgeva sopra uno sperone roccioso, in una sella naturale del crinale tra il monte Ronco Bora e la Costa Maria Gallina, in corrispondenza di un incrocio di sentieri; la posizione aveva un angolo di visuale di 280 gradi dal quale si potevano dominare le valli dell'Enza e del Cedra, comprese le Corti Vescovili di Monchio.